# John Andretti
John Andrew Andretti (Bethlehem, Pensilvania, 12 de marzo de 1963-Mooresville, Carolina del Norte, 30 de enero de 2020) fue un piloto de automovilismo estadounidense. Compitió en CART, NASCAR e IMSA GTP, entre otras competiciones.

## Carrera deportiva

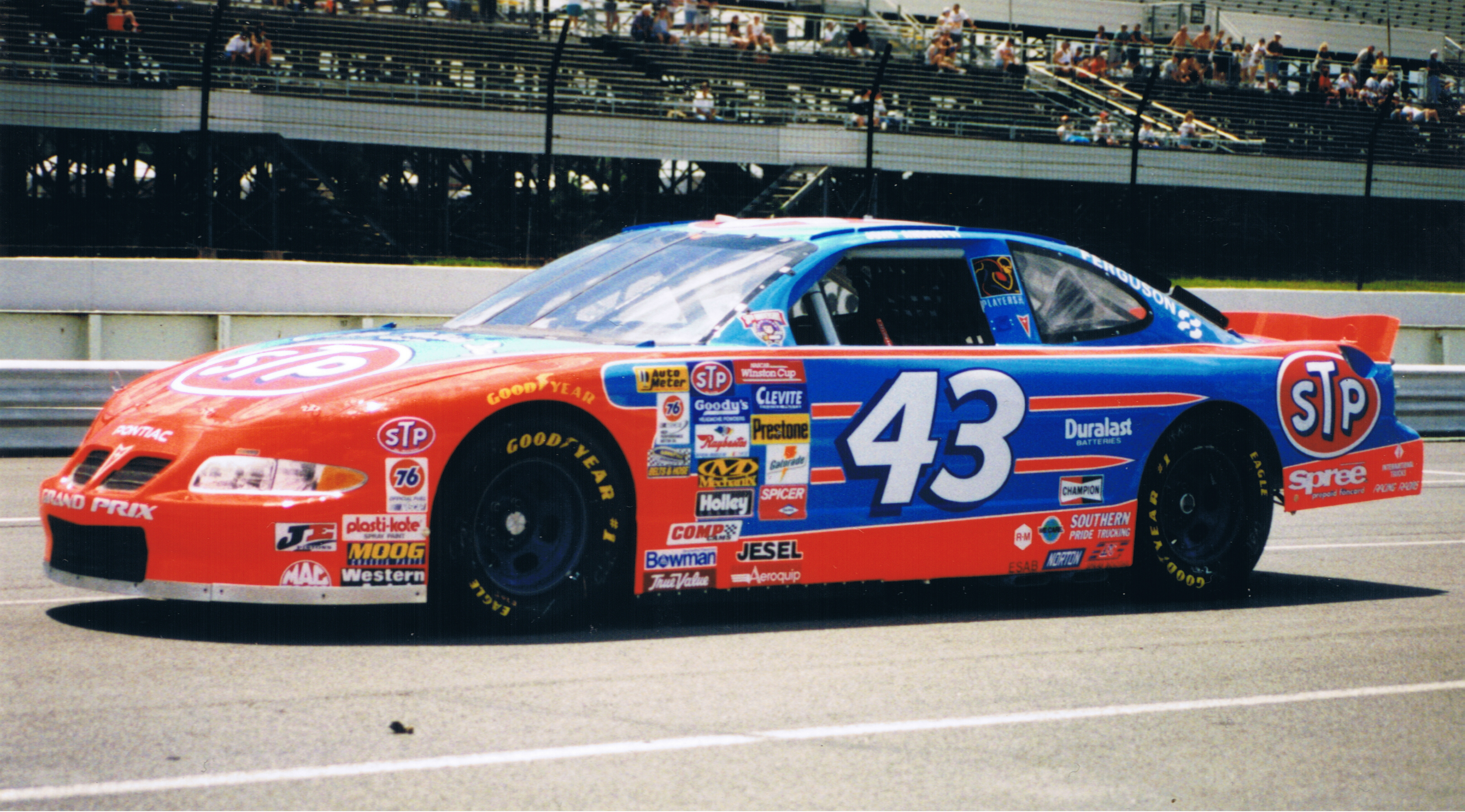
John Andretti en NASCAR, 1998.

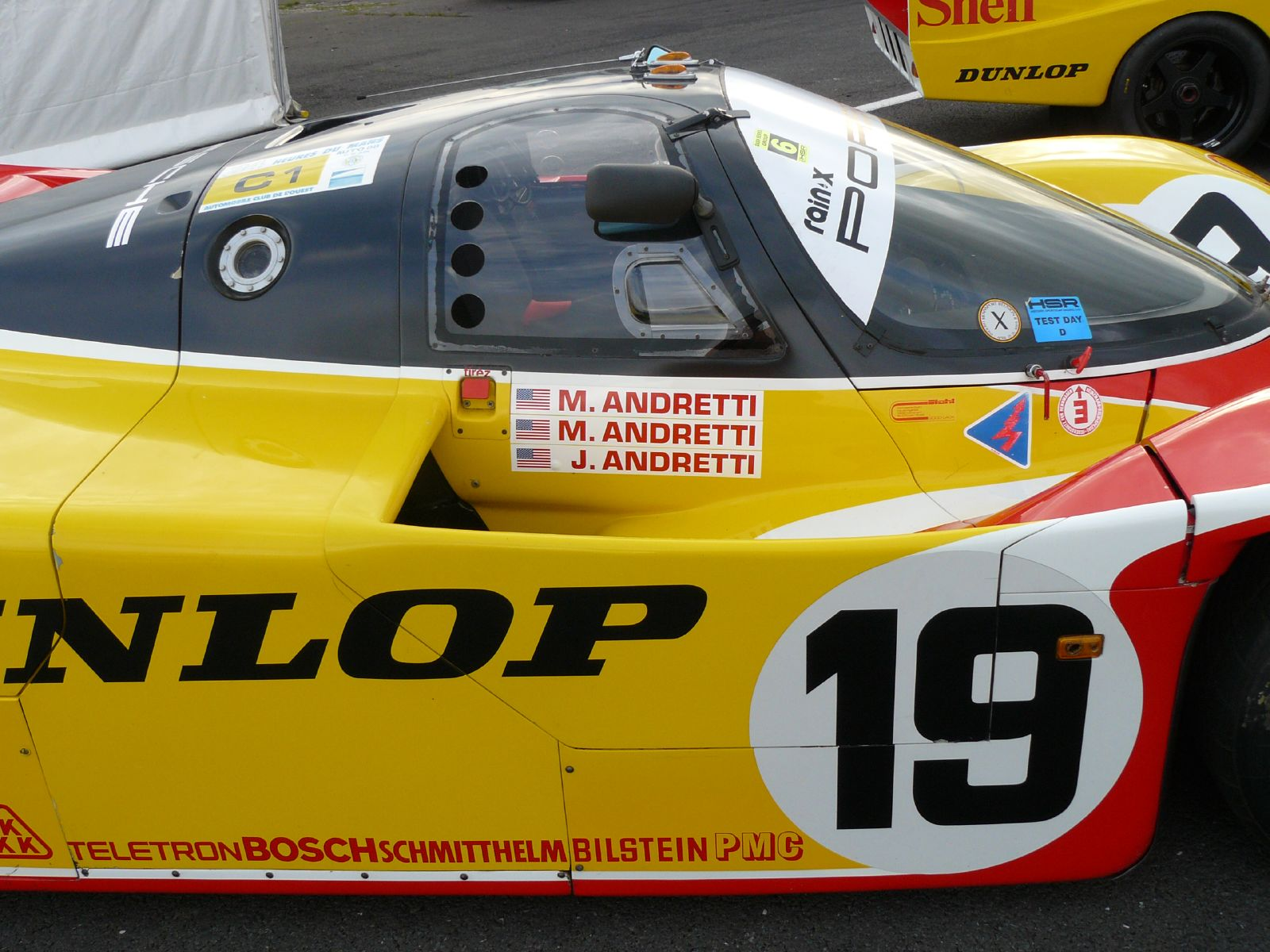
Porsche 962C que utilizaron los Andretti en 1988.

### CART y NASCAR
En la serie CART, John compitió entre 1987 y 1994, participando en 73 carreras y logrando una victoria en el Gran Premio de Costa Dorada de 1991, en Australia. Finalizó octavo en los campeonatos de ese año y el siguiente, compitiendo para Hall/VDS Racing. En cuanto a IndyCar Series, disputó las 500 Millas de Indianápolis y otras carreras entre 2007 y 2011.
En NASCAR, tuvo una carrera extensa con casi 400 participaciones en la Cup Series. Debutó en 1994 y su última carrera fue en 2010. Obtuvo dos victorias, en Daytona 1997 y Martinsville 1999 con Cale Yarborough Motorsports y Petty Enterprises, respectivamente.
Además, John Andretti fue el primer piloto en completar el «Double Duty» en 1994, compitiendo en las 500 Millas de Indianápolis y en la Coca-Cola 600 el mismo día.

### Otras competiciones
Como piloto de resistencia, Andretti ganó varias algunas carreras de la IMSA GTP, destacando las 24 Horas de Daytona de 1989 con un Porsche 962, junto a Derek Bell y Bob Wollek. El año anterior, John, Mario y Michael Andretti compitieron en las 24 Horas de Le Mans con un 962C oficial, finalizando sextos. En 1988 también disputó la Bathurst 1000 australiana.

## Vida personal
Nacido en Bethlehem, Pensilvania, John provenía de una destacada familia de pilotos; era hijo de Aldo Andretti y sobrino de Mario Andretti, ganador de las 500 Millas de Indianápolis de 1969 y campeón de Fórmula 1 en 1978. Su hermano menor Adam también fue piloto y era primo de Michael Andretti.
Estuvo casado con Nancy Andretti y fue padre de tres hijos, incluyendo a Jarett, quien también desarrolló una carrera en el automovilismo.
Falleció el 30 de enero de 2020 a los 56 años, después de luchar contra el cáncer de colon.